# 潘恩與泰勒

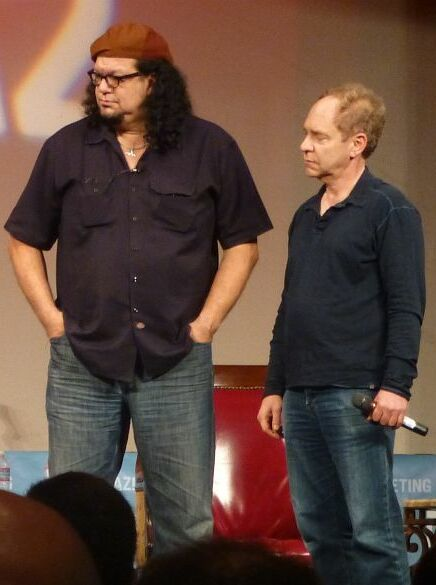
Penn & Teller on stage with James Randi at The Amaz!ng Meeting (TAM-2012) during the Saturday Keynote Presentation: "Penn & Teller - 38 Years of Magic & BS"

潘恩與泰勒（英語：Penn & Teller），由潘恩·朱列鐵（Penn Jillette）與泰勒（Teller）所組成的美國雙人魔術師搭檔，他們在1970年代與Weir Chrisemer組成三人團體，於1975年8月15日首次演出。在1981年開始，改成雙人搭檔，並開始使用這個團名。他們在拉斯維加斯長期演出魔術秀，廣受好評，也在電視節目中演出。
在魔術演出之外，他們也以支持無神論、科學懷疑論與自由意志主義而聞名。

## 外部連結
- pennandteller.com （页面存档备份，存于）